# عملة رقمية
العملة الرقمية (بالإنجليزية: Digital currency) (تعرف أيضا بالنقود الرقمية أو النقود الإلكترونية أو العملات الإلكترونية) هي نوع من العملات المتاحة فقط على شكل رقمي، وليس لها وجود مادي (مثل الأوراق النقدية والنقود المعدنية). ولها خصائص مماثلة للعملات المادية، ولكنها تسمح بالمعاملات الفورية ونقل الملكية بلا حدود. وتشمل الأمثلة العملات الافتراضية والعملات المعماة أو حتى«النقد الإلزامي الرقمي» الصادر من البنك المركزي. وعلى غرار الأموال التقليدية، يمكن أن تستخدم هذه العملات لشراء السلع والخدمات، ولكن يمكن أيضا أن تقتصر على مجتمعات معينة مثل للاستخدام داخل لعبة على الإنترنت أو شبكة اجتماعية.
العملة الرقمية هي رصيد مالي مسجل إلكترونيا على بطاقة ذات قيمة مخزنة أو جهاز آخر. وهناك شكل آخر من أشكال الأموال الإلكترونية هو أموال الشبكة، تسمح بنقل القيمة على شبكات الحاسوب، ولا سيما شبكة الإنترنت. والمال الإلكتروني هو أيضا مطالبة على مصرف خاص أو مؤسسة مالية أخرى مثل الودائع المصرفية.
ويمكن أن تكون الأموال الرقمية مركزية، حيث توجد نقطة مركزية للعرض النقدي، أو لامركزية، حيث يمكن التحكم في العرض النقدي من مصادر مختلفة.

## العملات الرقمية
العملات الرقمية (بالإنجليزية Cryptocurrencies) أيضا تسمى العملة المشفرة آو العملة الإلكترونية: هي عبارة عن تمثيل لممتلكات رقمية. وبشكل أكثر دقة، فهي عبارة عن برنامج مكتوب بلغة برمجة معينة وباستخدام تقنيات تشفير عالمية تجعل من عملية اختراقها والتلاعب بها امراً أشبه بالمستحيل. العملات الرقمية مصطلح يتم استخدامه للدلالة على جميع هذه التطبيقات التي تستخدم تقنية بلوك تشين سواءً كانت هذه التطبيقات تمثل عملة رقمية أو انها تمثل أي شي اخر كالعقود الذكية وغيرها.
الإنترنت القائم على العملة غير الماديه

تختلف العملة الرقمية أو النقود الرقمية عن المادية (مثل الأوراق النقدية والعملات) التي تعرض خصائص مماثلة للعملات المادية، إلا أنها تسمح بالمعاملات الفورية ونقل الملكية بلا حدود. ويعتبر كل من العملات الافتراضية والعملة المعماة (المشفرة) نوع من  أنواع للعملات الرقمية، ولكن العكس غير صحيح. وعلى غرار الأموال التقليدية، يمكن أن تستخدم هذه العملات لشراء السلع والخدمات المادية، ولكن يمكن أيضا أن تقتصر على مجتمعات معينة، على سبيل المثال للاستخدام داخل لعبة على الإنترنت أو شبكة اجتماعية.

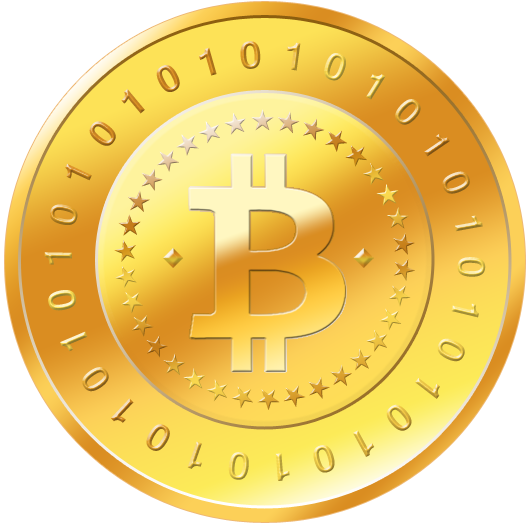
شعار نقد البيتكوين

## التعريف
يُمكن تعريف العملة الرقمية علي أنها شكل من أشكال العملات أو وسائل تبادل المنفعة المختلفة والتي تقدم خصائص مماثلة للعملات المادية (الورقية والقطع المعدنية) ولكنها مختلفة عنها في أنها رقمية أي أنها ليست ملموسة.
من ضمن خصائص العملات الرقمية أنها تسمح بالمعاملات الفورية ونقل الملكية مباشرة وبغير حدود ودون قيود.

## تاريخ نشأتها
أصول العملات الرقمية يعود إلى 1990قرن فقاعة تكنولوجيا المعلومات وكان من أوائل هذه المنتجات الذهب الإلكتروني الذي تأسس عام 1996 ومدعوم بالذهب. وخدمة العملة الرقمية المعروفة مؤخرا هو موقع ليبيرتي ريسرف، التي تأسست في عام 2006؛ بحيث أنه يسمح للمستخدمين بتحويل  الدولار  أو اليورو إلى إلى عملة رقمية بين الدولار واليورو على نفس الموقع، كما أنه يسمح بتبادلها بحرية مع بعضها البعض في رسم 1٪. وتعتبر كلتا الخدمتين مركزية، إلا أن الحكومة الأمريكية أغلقتها تماما بعدما سمع عنها أنها لغسيل الأموال. العملات المعدنيه Q (المال الظاهري) أو العملات المعدنية QQ، كانت تستخدم كنوع من العملة الرقمية القائمة على السلع الأساسية على منصة الرسائل تينسينت كيو كيو وظهرت في أوائل عام 2005. وكانت القطع النقدية Q فعالة جدا في الصين وقيل أنه كان لها تأثير مزعزع للاستقرار على العملة الصينية يوان بسبب المضاربة. وقد دفعت الفائدة الأخيرة في العملة المعماة (المشفرة) اهتمام متجدد بالعملات الرقمية مع بيتكوين، وقدمت في عام 2009 لتصبح العملة الرقمية الأكثر استخداما وقبولًاعلى نطاق واسع.

## سلسلة الكتل
تُمثل سلسلة الكتل (Blockchain) حجر الزاوية الأساسي الذي تقوم عليه العملات الرقمية مثل البيتكوين والإيثيريوم، فهي ليست مجرد تقنية خلفها، بل هي النظام الأساسي في عالم العملات الرقمية والكريبتو بشكل عام.
تخيل معي دفترًا محاسبيًا رقميًا ضخمًا، لكن بدلًا من أن يكون محفوظًا لدى بنك أو جهة واحدة، فهو موزَّعٌ ومتطابقٌ على آلاف أو ملايين أجهزة الكمبيوتر حول العالم (تسمى العُقد). كل صفحة في هذا الدفتر هي "كتلة" (Block) تحتوي على مجموعة من المعاملات المالية الجديدة. الميزة الفريدة هنا هي طريقة ربط هذه الكتل ببعضها: كل كتلة جديدة تُنشَأ تحتوي على "بصمة" رقمية فريدة (هاش Hash) للكتلة التي سبقتها، مُشكِّلةً بذلك "سلسلة" متصلة ومترابطة من الكتل - ومن هنا جاء الاسم "سلسلة الكتل". هذه السلسلة لا مركزية، فلا سلطة تتحكم بها، وشفافة حيث يمكن لأي شخص تفحص المعاملات (مع الحفاظ على خصوصية الأطراف عبر أسماء مستعارة)، وآمنةٌ للغاية نظرًا لاستخدام التشفير المتقدم وصعوبة تغيير أي كتلة بعد إضافتها، إذ سيحتاج ذلك لتغيير جميع الكتل اللاحقة لها على جميع النسخ الموزعة في الشبكة في نفس اللحظة - وهو أمرٌ شبه مستحيل.

باختصار، البلوك تشين هي نظام قاعدة بيانات مشتركة وغير قابلة للتلاعب تسجل المعاملات بطريقة موثوقة بدون حاجة لوسيط، مما يوفر الأساس المثالي لظهور وتشغيل العملات الرقمية المستقلة والآمنة. 

## المقارنات
العملة الرقمية مقابل العملة الافتراضية:
وفقا لتقرير البنك المركزي الأوروبي «للعملات الافتراضية - في تحليل آخر» تقرير فبراير 2015، العملة الافتراضية هي التمثيل الرقمي للقيمة، وليس الصادرة عن البنك المركزي أو مؤسسة الائتمان أو مؤسسة النقد الإلكتروني، والتي من الممكن استخدامها في بعض الظروف كبديل للمال. وفي التقرير السابق الصادر في تشرين الأول / أكتوبر 2012، عرفت العملة الافتراضية بأنها نوع من الأموال الرقمية غير الخاضعة للتنظيم، والتي تصدر عن طريق مطوريها، وتستخدم بين أعضاء مجتمع افتراضي معين. ووفقا لتقرير «العملات الرقمية» الصادر عن البنك الدولي للتسويات الصادر في تشرين الثاني / نوفمبر 2015، فإن العملة الرقمية هي أصول ممثلة في شكل رقمي ولها بعض الخصائص النقدية. يمكن أن تكون العملة الرقمية مقومة بعملة ذات سيادة وتصدر من قبل الجهة المصدرة المسؤولة عن استرداد الأموال الرقمية نقدا. وفي هذه الحالة، تمثل العملة الرقمية النقود الإلكترونية. وستعتبر العملة الرقمية المقومة بوحداتها ذات القيمة أو بإصدار لامركزي أو تلقائي عملة افتراضية.
ولذلك لا يعتبر بيتكوين عملة رقمية فقط بل أيضًا نوع من أنواع العملة الافتراضية. ويستند بيتكوين وبدائله على خوارزميات التشفير، لذلك هذه الأنواع من العملات الافتراضية تسمى أيضا العملة المعماة (المشفرة).
العملة الرقمية مقابل العملة التقليدية:
معظم المعروض من النقود التقليدية هو المال المصرفي الذي يحتفظ به على أجهزة الكمبيوتر. ويعتبر هذا أيضا العملة الرقمية. يمكن للمرء أن يجادل بأن مجتمعنا غير النقدي يتزايد مما يعني أن جميع العملات أصبحت رقمية (يشار إليها أحيانا باسم «الأموال الإلكترونية»)، لكنها لا تقدم لنا على هذا النحو.

## أنواع العملات الرقمية
العملة الافتراضية:
وقد تم تعريف العملة الافتراضية في عام 2012 من قبل البنك المركزي الأوروبي بأنها «نوع من الأموال الرقمية غير المنظمة، والتي تصدر وعادة ما يسيطر عليها المطورين، يتم استخدامها وقبولها بين أعضاء مجتمع افتراضي معين». وقد عرفتها وزارة الخزانة الأمريكية في عام 2013 بإيجاز أكثر على أنها «وسيلة للتبادل تعمل كعملة في بعض البيئات، ولكنها لا تملك جميع خصائص العملة الحقيقية». السمة الرئيسية لا توجد عملة افتراضية وفقا لهذه التعريفات، هي الحالة كالعطاء القانوني.
العملة المعماة (المشفرة):
والعملة المعماة (المشفرة) هو نوع من الرمزية الرقمية التي تعتمد على التشفير لتسلسل معا التواقيع الرقمية للتحويلات رمزية، الند للند الشبكات واللامركزية. في بعض الحالات يتم استخدام مخطط إثبات العمل لإنشاء وإدارة العملة.

## كيف تعمل العملات الرقمية
تستخدم العملات الرقمية تقنيات التشفير لتنظيم إصدار الوحدات النقدية والتحقق من تحويل الأموال. وتعمل هذه التقنية من خلال البلوكتشين.
فيما يلي خطوات عمل العملات الرقمية:
1. الإنشاء: تنشأ العملات الرقمية من خلال عملية تسمى التعدين. يستخدم المُنقبون أجهزة حاسوبية قوية لحل مشكلات رياضية معقدة، تقوم بالتحقق وتسجيل المعاملات على البلوكتشين. وكمكافأة على جهودهم، يتلقون كمية من العملة الرقمية.
2. المعاملات: عندما يريد شخص ما إرسال العملة الرقمية إلى شخص آخر، يقوم بإنشاء معاملة. ثم يتم بث هذه المعاملة إلى شبكة الحواسيب التي تشكل البلوكتشين.
3. التحقق: يقوم المنقبون في شبكة البلوكتشين بالتحقق من المعاملة عن طريق حل المشكلات الرياضية لتأكيد أن المرسل لديه ما يكفي من العملة الرقمية لإرسالها، وأن المعاملة هي شرعية.
4. التسجيل: بمجرد تحقق المعاملة، يتم تسجيلها على البلوكتشين. وبذلك يتم إنشاء سجل دائم وغير قابل للتغيير للمعاملة والذي يمكن لأي شخص الاطلاع عليه.
5. الأمان: تعتبر العملات الرقمية آمنة للغاية لأنها تستخدم تقنيات التشفير المتقدمة للحماية من الاختراق والاحتيال. وتعتبر شبكة البلوكتشين مفتوحة وغير مركزية، مما يعني أنها لا تتحكم فيها أي جهة واحدة، مما يجعل من الصعب تعقبها

## اللائحة
وتشكل العملات الافتراضية تحديات أمام المصارف المركزية أو الهيئات التنظيمية المالية أو الإدارات أو وزارات المالية، فضلا عن السلطات المالية والسلطات الإحصائية.
توجيهات الخزانة الأمريكية:
وفي 20 آذار / مارس 2013، أصدرت شبكة إنفاذ الجرائم المالية توجيهات لتوضيح كيفية تطبيق قانون السرية المصرفية في الولايات المتحدة على الأشخاص الذين يقومون بإنشاء وتبادل العملات الافتراضية.
توجيهات هيئة الأوراق المالية والبورصات:
في مايو 2014، حذرت لجنة الأوراق المالية والبورصات الأمريكية (سيك) من مخاطر بيتكوين والعملات الافتراضية الأخرى ".
تنظيم ولاية نيويورك:
في يوليو 2014، اقترحت دائرة الخدمات المالية في ولاية نيويورك التنظيم الأكثر شمولا للعملات الافتراضية حتى الآن، وتسمى عادة بيتليسنز. وخلافا للمنظمين الاتحاديين في الولايات المتحدة فقد جمعت مدخلات من أنصار بيتكوين والصناعة المالية من خلال جلسات الاستماع العامة وفترة تعليق حتى 21 أكتوبر 2014 لتخصيص القواعد. وقد سعى الاقتراح في نشرة صحفية صادرة عن إدارة الشؤون المالية في نيويورك «... إلى إيجاد توازن مناسب يساعد على حماية المستهلكين وجذر النشاط غير القانوني». وقد انتقدت الشركات الصغيرة لصالح المؤسسات القائمة، واشتكت التبادلات الصينية بيتكوين من ان القواعد «واسعة جدا في تطبيقها خارج الولايات المتحدة».

## اعتماد الحكومات
واعتبارا من عام 2016، يستثمر أكثر من 24 بلدا في توزيع التكنولوجيات الموازنة (1.4 مليون دولار) في استثمارات. وبالإضافة إلى ذلك، ويشارك أكثر من 90 مصرفا مركزيا في مناقشات معاهدة قانون التصاميم، بما في ذلك الآثار المترتبة على العملة المركزية الصادرة عن البنك المركزي.
كندا:
وقد استكشف بنك كندا إمكانية إنشاء نسخة من عملته على بلوكشين.
تعاون بنك كندا مع أكبر خمسة بنوك في البلاد - وشركة بلوكشين الاستشارية R3 –عندما كان يعرف باسم مشروع جاسبر. في محاكاة تشغيل في عام 2016، أصدر البنك المركزي كاد عملات معدنية على بلوكشين مماثل لإثريوم. واستخدمت البنوك عملات كاد لتبادل الأموال بالطريقة التي يقومون بها في نهاية كل يوم لتسوية حساباتهم الرئيسية.
الصين:
وصرح فان يى نائب حاكم البنك المركزي الصيني ان «الظروف مؤاتيه للعملات الرقمية التي يمكن ان تقلل من تكاليف التشغيل وزيادة الكفاءة وتمكين مجموعة واسعة من التطبيقات الجديدة». ووفقا لفان يفي، فإن أفضل طريقة للاستفادة من هذا الوضع هي أن البنوك المركزية تأخذ زمام المبادرة، سواء في الإشراف على العملات الرقمية الخاصة أو في تطوير العطاءات القانونية الرقمية الخاصة بها.
الدانمرك:
واقترحت الحكومة الدانماركية التخلص من التزام تجار التجزئة المختارين لقبول الدفع نقدا، وتطوير البلاد أقرب إلى الاقتصاد «غير النقدي». وتدعم غرفة التجارة الدنماركية هذه الخطوة. يستخدم ما يقارب من ثلث السكان الدنماركيين موبيليباي، وهو تطبيق الهاتف الذكي لتحويل الأموال.
إكوادور:
وهناك قانون أقرته الجمعية الوطنية لإكوادور يمنح الحكومة الإذن بدفع مبالغ بالعملات الإلكترونية ويقترح إنشاء عملة رقمية وطنية. وفقا لما ذكرته الجمعية الوطنية في بيان لها «الاموال الالكترونية ستحفز الاقتصاد، وسيكون من الممكن اجتذاب المزيد من المواطنين الاكوادوريين وخاصة الذين ليس لديهم حسابات تدقيق أو حسابات ادخار وبطاقات ائتمان بمفردهم وستدعم العملة الالكترونية أصول البنك المركزي الاكوادورى». وفي كانون الأول / ديسمبر 2015، أطلقت «سيستيم دي دينيرو إليكترونيكو» (نظام النقد الإلكتروني)، مما جعل إكوادور أول بلد لديها نظام دفع إلكتروني تديره الدولة.
ألمانيا:
يختبر البنك المركزي الألماني نموذجا وظيفيا لتسوية بلوكشين المستندة إلى التكنولوجيا للأوراق المالية ونقل العملات الرقمية الصادرة مركزيا.
هولندا:
ويقوم البنك المركزي الهولندي بتجريب عملة افتراضية تستند إلى بيتكوين تسمى «دنكوين».
روسيا:
تمتلك سبيربانك التي تسيطر عليها الحكومة الروسية Yandex.Money - خدمة الدفع الإلكتروني والعملة الرقمية التي تحمل نفس الاسم.
كوريا الجنوبية:
كوريا الجنوبية تخطط للعملة الرقمية الوطنية باستخدام بلوكشين. واعلن رئيس لجنة الخدمات المالية في كوريا الجنوبية ييم جونغ يونغ ان ادارته ستضع «اساسا نظاميا لنشر العملة الرقمية». وقد اعلنت كوريا الجنوبية بالفعل خططا لوقف القطع النقدية بحلول عام 2020.
السويد:
السويد في عملية استبدال جميع الأوراق النقدية المادية، ومعظمها من القطع النقدية بحلول منتصف 2017. غير أن الأوراق النقدية والقطع النقدية الجديدة للكرونا السويدية ستعمم على الأرجح عند نصف الذروة في عام 2007 والبالغة 494 12 كرونا للفرد. . ويعتزم البنك المركزي السويدي بدء مناقشات العملة الالكترونية الصادرة عن البنك المركزي والتي «لا تحل محل النقود بل ان تكون مكملة لها». وتقول نائبة الحاكم سيسيليا سكينجسلي إن النقد سيستمر في الانقطاع عن استخدامها في السويد، وفي حين أنه من السهل نسبيا الحصول على النقد في السويد، غالبا ما يكون من الصعب جدا إيداعه في الحسابات المصرفية، لا سيما في المناطق الريفية. ولم يتخذ أي قرار حاليا بشأن قرار إنشاء «كرونة إلكترونية». تقول سينغسلي في كلمتها: «السؤال الأول هو ما إذا كان ينبغي حجز الكرونة الإلكترونية في الحسابات أم أن الإكرونا يجب أن يكون نوعا من الوحدة القابلة للنقل رقميا والتي لا تحتاج إلى بنية حساب أساسية، مثل النقد تقريبا». يقول سينغسلي أيضا: «هناك سؤال هام آخر هو ما إذا كان البنك المركزي السويدي يجب أن يصدر الكرونة الإلكترونية مباشرة إلى عامة الناس أو الذهاب عبر البنوك، كما نفعل الآن مع الأوراق النقدية والقطع النقدية». وسيتم التعامل مع أسئلة أخرى مثل أسعار الفائدة، إذا كانت إيجابية، سلبية، أو صفر؟
سويسرا:
في عام 2016، قبلت حكومة المدينة أولا العملة الرقمية في دفع رسوم المدينة زوغ . كما أضافت سويسرا بيتكوين كوسيلة لدفع كميات صغيرة، تصل إلى 200 سفر، في اختبار ومحاولة لدفع زوغ كمنطقة التي تقدم التكنولوجيات المستقبلية. من أجل الحد من المخاطر، تسوغ على الفور تحويل أي بيتكوين وردت في العملة السويسرية.
شركة السكك الحديدية الاتحادية السويسرية، شركة السكك الحديدية المملوكة للحكومة في سويسرا، تبيع بيتسوانز في آلات التذاكر.
المملكة المتحدة:
وقد نصح كبير المستشارين العلميين في حكومة المملكة المتحدة رئيس وزرائه وبرلمانه بالنظر في استخدام العملة الرقمية القائمة على بلوكشين.
واقترح كبير الاقتصاديين في بنك إنجلترا، البنك المركزي للمملكة المتحدة، إلغاء العملة الورقية. كما قام البنك بتحصيل الفائدة على بيتكوين. في عام 2016 شرعت في برنامج بحثي متعدد السنوات لاستكشاف الآثار المترتبة على البنك المركزي أصدر العملة الرقمية. وقد أصدر بنك إنجلترا العديد من الأبحاث حول هذا الموضوع. ويشير أحدهم إلى أن الفوائد الاقتصادية لإصدار عملة رقمية على دفتر الأستاذ الموزع يمكن أن تضيف ما يصل إلى 3 في المائة إلى الناتج الاقتصادي للبلد. وقال البنك إنه يريد أن تكون النسخة التالية من البنية التحتية الأساسية للبنوك متوافقة مع دفاتر الأستاذ الموزعة.
أوكرانيا:
وينظر البنك الوطني الأوكراني لإنشاء نظام إصدار / دوران / خدمة الخاصة بها لعملة المعماة (المشفرة) وطنية بلوكشين. وأعلن المنظم أيضا أن بلوكشين يمكن أن يكون جزءا من مشروع وطني يسمى «الاقتصاد غير النقدي».

## نقد
العديد من العملات الرقمية الحالية لم تشهد بعد استخدام واسع النطاق، ولا يمكن استخدامها بسهولة أو تبادلها. كما أن لا تقبل المصارف عموما أو تقدم خدمات لها. وهناك مخاوف أن العملة المعماة (المشفرة) محفوفة بالمخاطر للغاية نظرًا لقابليتها العالية بتقلب الأسعار وإمكانية مضخة وتفريغ المخططات. وقد حذر المنظمون في عدة بلدان من استخدامها، واتخذ البعض تدابير تنظيمية ملموسة لردع المستخدمين. كما تكون جميع العملات غير المشفرة مركزية. وعلى هذا النحو، قد تغلق الحكومة أو تغلقها في أي وقت. وكلما كانت العملة مجهولة أكثر، كلما زاد جاذبية المجرمين، بغض النظر عن نوايا المبدعين. فوربس الكاتب تيم ورستال تمت كتابة أن قيمة البيتكوين هي إلى حد كبير مستمدة من المضاربة والتداول، كما تم انتقادات طاقتها الغير فعالة المستندة إلى دليل العمل.